# タヴェル
タヴェル(Tavel)は、フランス南部、オクシタニー地域圏ガール県にある人口約1500人の村で、アヴィニョンの北西15km, オランジュの西20kmにある。ロゼワインとしては最もよく知られているタヴェル・ロゼの生産地である。

## ワイン
タヴェルは、ロゼワイン「タヴェル・ロゼ」の生産地として知られている。村は、ラングドック＝ルシヨン地域圏に属すが、ワインはローヌワインの一つとして扱われる。